# Eriocnemis
Eriocnemis és un gènere d'ocells de la subfamília dels lesbins (Lesbiinae) dins la família dels troquílids (Trochilidae).

## Llista d'espècies
Aquest gènere està format per 11 espècies:
- colibrí calçat pitblanc (Eriocnemis aline).
- colibrí calçat ventre de coure (Eriocnemis cupreoventris).
- colibrí calçat camanegre (Eriocnemis derbyi).
- colibrí calçat frontblau (Eriocnemis glaucopoides).
- colibrí calçat turquesa (Eriocnemis godini).
- colibrí calçat d'Isabella (Eriocnemis isabellae).
- colibrí calçat cuallarg (Eriocnemis luciani). Inclou el colibrí calçat de clatell daurat (Eriocnemis (luciani) sapphiropygia).
- colibrí calçat multicolor (Eriocnemis mirabilis).
- colibrí calçat pitdaurat (Eriocnemis mosquera).
- colibrí calçat pitnegre (Eriocnemis nigrivestis).
- colibrí calçat lluent (Eriocnemis vestita).